# Andy Roddick
Pour les articles homonymes, voir Roddick.
Andrew Stephen Roddick, dit Andy Roddick, né le 30 août 1982 à Omaha dans le Nebraska, est un joueur de tennis américain.
Professionnel de 2000 à 2012, il a remporté trente-deux titres en simple messieurs sur le circuit ATP, dont l'US Open en 2003, ainsi que cinq Masters 1000.
Il atteint son meilleur classement en 2003 à la première place mondiale, qu'il occupera pour un total de treize semaines cumulées. Cette même année, il s'impose consécutivement au Masters 1000 du Canada, de Cincinnati et à l'US Open, devenant l'un des rares athlètes à réaliser le triplé américain, et achève la saison au sommet du classement avant d'être sacré champion du monde par l'ITF et joueur de l'année ATP.
Triple finaliste du tournoi de Wimbledon en 2004, 2005 et 2009, aux débuts de l'ère Federer, Roddick s'est également illustré à l'Open d'Australie, où il a atteint les demi-finales à quatre reprises, ainsi qu'au Masters de fin d'année, avec trois demi-finales pour six participations. Il a été membre du top dix mondial neuf saisons consécutives, de 2002 à 2010.
Réputé pour son jeu complet et son service surpuissant, l'Américain a détenu durant sept ans[Quand ?] le service le plus rapide du tennis professionnel, avec une mise en jeu chronométrée à 249 km/h. Il a battu son propre record à trois reprises et détient de nombreuses autres performances dans cet exercice. Il est aussi l'un des rares joueurs à détenir un bilan positif face à Pete Sampras (2-1), et demeure le dernier joueur américain en date à avoir remporté un tournoi du Grand Chelem en simple messieurs.
Avec l'équipe des États-Unis, il remporte la Coupe Davis en 2007.
Andy Roddick annonce officiellement sa retraite sportive en 2012. Il est membre du International Tennis Hall of Fame depuis 2017.

## Biographie

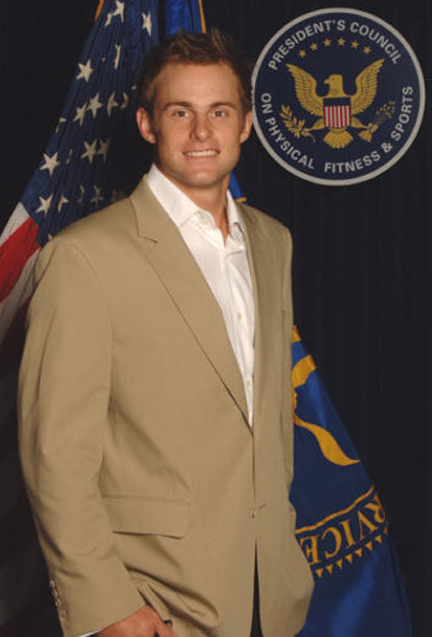
Andy Roddick en 2002.

Andy Roddick est né à Omaha au Nebraska, le 30 août 1982. Son père, Jerry, était homme d'affaires et sa mère, Blanche, institutrice. C'est elle qui dirige sa fondation. Andy a deux frères ainés, Lawrence et John, qui étaient promis à un bel avenir dans le tennis. À l'âge de quatre ans, Andy déménage avec sa famille à Austin au Texas jusqu'à ses dix ans puis ils partent à Boca Raton en Floride pour suivre la carrière de son frère John qui fut un champion de tennis juniors. Son frère John est son entraîneur et, depuis 2006, la Team Roddick a été complétée par Jimmy Connors, qui voyage souvent avec Andy lors des tournois majeurs.
En 2004, après une relation de deux ans, il quitte l'actrice Mandy Moore puis, en 2009, il se marie avec Brooklyn Decker, un mannequin de Sports Illustrated. En mai 2015, ils annoncent attendre leur premier enfant. Le 30 septembre 2015, Brooklyn a donné naissance à leur premier enfant, un garçon prénommé Hank Roddick. En juillet 2017, ils annoncent attendre leur second enfant. Depuis ses 21 ans en 2003, il est retourné vivre à Austin.

## Carrière

### 2000-2002: Belles promesses chez les juniors et premier pas chez les professionnels
L'Américain se fait connaitre en 2000 sur le circuit junior puisqu'il termine la saison en tant que no 1 mondial avec pas moins de six titres en simple, dont l'Open d'Australie et l'US Open et sept titres en doubles. En outre il remporte quelques challengers tels que Burbank ou Austin et réalise de bons débuts sur le circuit pro avec des victoires sur des membres du top50 comme Fabrice Santoro à Washington ou Fernando Vicente à Miami.
En 2001, il commence à se faire un nom sur le circuit principal en réalisant de bonnes performances. Pour sa première participation à Roland-Garros il atteint le troisième tour avec notamment une victoire sensationnelle contre l'une des légendes du tennis américain, Michael Chang qu'il bat en 5 sets en battant le record d'aces servi par un joueur dans un match de Roland Garros : 37. Il montre son potentiel sur surface rapide à Wimbledon où il prend un set à Goran Ivanišević, le futur vainqueur, dans un match de grands serveurs. En outre il remporte trois tournois : Atlanta, Houston et Washington.
À la suite de cette bonne saison, il termine l'année à la 14e place ce qui fait de lui le plus jeune joueur à figurer dans le top20 en fin d'année et la presse américaine commence à s'intéresser à lui.
En 2002, il confirme les espoirs placés en lui en remportant en février le tournoi de Memphis en battant en finale son ami James Blake, autre espoir du tennis américain. Il obtient ensuite de bons résultats en atteignant la demi-finale de San José et la finale de Delray Beach, avant de réaliser un véritable tour de force en avril en remportant le tournoi de Houston sur terre battue en éliminant successivement James Blake en quart (6-2, 6-4), Guillermo Coria en demi (6-3, 2-6, 6-2) et Pete Sampras en finale (7-6, 6-3).
Lors de la tournée américaine préparant l'US Open il atteint la finale du masters de Toronto et les quarts de finale de Cincinnati avant de s'incliner à l'US Open en quart de finale contre le futur vainqueur Pete Sampras en 3 sets. Il termine l'année à la 10e place mondiale.

### 2003: Numéro 1 mondial
Andy Roddick commence sa saison au tournoi de tennis de Sydney où il bat l'Espagnol Tommy Robredo 6-2, 6-2 avant de s'incliner à la surprise générale au deuxième tour face au Coréen Lee Hyung-taik 65-7, 5-7. Mais l'Américain réalise ensuite sa meilleure performance à l'Open d'Australie puisqu'il atteint les demi-finales du tournoi en battant Željko Krajan 69-7, 6-2, 7-60, 6-3, Adrian Voinea 6-2, 6-2, 6-2, Fernando Vicente 6-2, 6-3, 6-2, et le Russe Youzhny en remontant d'un handicap de deux sets à zéro en huitièmes de finale, mais surtout en battant le Marocain Younès El Aynaoui en quart de finale. Ils se confrontent durant cinq heures ; le 21-19 en faveur de Roddick est le set le plus long en Grand Chelem durant l'ère Open. Il dura en effet 2 h 23. Le record a été battu en 2007, à Wimbledon, lors d'un match de double du deuxième tour au cours duquel les Brésiliens Marcelo Melo et André Sá ont battu Paul Hanley d'Australie et Kevin Ullyett du Zimbabwe 28-26 dans le cinquième set, qui dura 3 h 5, 5 h 58 pour le match entier. Ce record a été amélioré le 24 juin 2010, encore à Wimbledon, par John Isner et Nicolas Mahut (11 h 5 minutes de jeu, 70-68 dans le cinquième set).
Il s'incline ensuite en finale des tournois de Memphis et de Houston contre ses compatriotes Taylor Dent et Andre Agassi avant de remporter le tournoi de St. Poelten en Autriche en battant Alberto Martín 6-1, 7-65, Philipp Kohlschreiber 6-3, 6-4, Richard Krajicek 7-5, 6-1, David Sánchez 6-2, 2-0 (forfait) et Nikolay Davydenko en finale 6-3, 6-2. Il s'incline néanmoins dès le premier tour de Roland-Garros contre Sargis Sargsian, 67e mondial.
Andy Roddick se concentre ensuite sur l'une de ses surfaces favorites : le gazon. Il commence sa préparation pour Wimbledon au tournoi du Queen's au Royaume-Uni qu'il remporte avec des victoires contre Rik De Voest 6-3, 6-2, Greg Rusedski 6-3, 4-6 6-4, Taylor Dent 6-3, 7-63, Andre Agassi 6-1, 65-7, 7-66 et Sébastien Grosjean 6-3, 6-3. Il réalise un excellent parcours à Wimbledon en allant en demi-finale en ayant perdu qu'un seul set, victoires 6-2, 6-3, 6-3 contre Davide Sanguinetti, 7-64, 7-61, 7-5 contre Greg Rusedski, 7-65, 6-4, 6-4 contre Tommy Robredo, 6-4, 3-6, 6-3, 6-2 contre Paradorn Srichaphan et 6-4, 6-2, 6-4 contre Jonas Bjorkman mais s'incline contre sa future bête noire Roger Federer en 3 sets 66-7, 3-6, 3-6, futur vainqueur du tournoi et maître des lieux.
Il commence ensuite une formidable série de 27 victoires en 28 matchs en remportant le Classic d'Indianapolis en battant Cyril Saulnier 65-7, 6-3, 7-64, Gregory Carraz, 6-3, 6-4, Xavier Malisse 6-4, 6-1, Sjeng Schalken 6-3, 6-2 et Paradorn Srichaphan en finale. En août il réalise un exploit en remportant consécutivement le tournoi de Montréal face à Xavier Malisse 3-6, 6-0, 6-2, Juan Ignacio Chela 7-66, 6-2, Sébastien Grosjean 6-3, 6-3, Karol Kucera 7-65, 6-3, Roger Federer 6-4, 3-6, 7-63, David Nalbandian 6-1, 6-3, le Masters de Cincinnati en battant Fernando Verdasco 6-3, 6-2, Ivan Ljubičić 6-1, 6-4, James Blake 7-62, 6-2, Mariano Zabaleta 6-1, 6-2, Max Mirnyi 7-65, 6-4 et son ami Mardy Fish en finale 4-6, 7-63, 7-64.
Puis vient l'US Open qu'il démarre dans la peau de favori, fort de ses récents succès lors de la tournée américaine. Il se qualifie rapidement pour la deuxième semaine en battant Tim Henman 6-3, 7-62, 6-3, Ivan Ljubičić 6-3, 64-7, 6-3, 7-68, et Flavio Saretta 6-1, 6-3, 6-3. En deuxième semaine, il s'impose face au Belge Xavier Malisse 6-3, 6-4, 7-65, Sjeng Schalken 6-4, 6-2, 6-3. En demi-finale, il bat l'Argentin David Nalbandian au terme d'un match de très haute volée 64-7, 3-6, 7-67, 6-1, 6-3 en sauvant une balle de match et en servant pas moins de 38 aces. En finale, il domine le nouveau no 1 mondial du classement technique Juan Carlos Ferrero 6-3, 7-66, 6-3.
À la Masters Cup de Houston, il réussit à se qualifier pour les demi-finales en dominant Carlos Moyà 6-2, 3-6, 6-3, Guillermo Coria 6-3, 64-7, 6-3, malgré une défaite contre l'allemand Rainer Schüttler 6-4, 63-7, 6-3, s'incline une nouvelle fois contre Roger Federer 62-7, 2-6.
À la fin de l'année, à 21 ans, il est numéro 1 mondial, et premier Américain depuis Andre Agassi en 1999 à l'être en fin de saison. Il est aussi le plus jeune Américain à occuper cette place depuis le début des classements informatiques. Il est le joueur ayant servi le plus d'aces : 989.

### 2004: Dans l'ombre de Federer

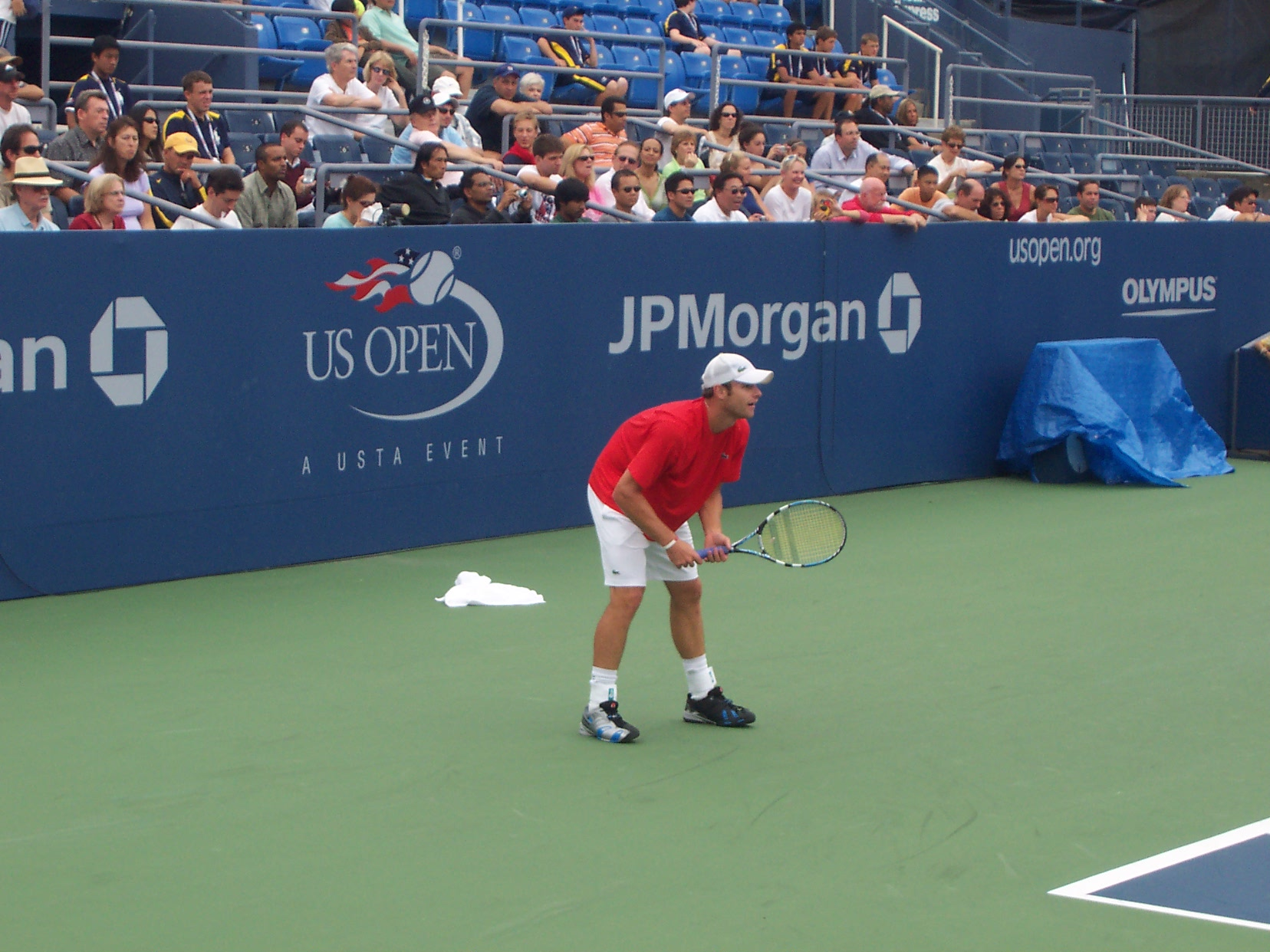
Andy Roddick à l'US Open en 2004.

Fort de son excellente deuxième partie de saison et de sa première place mondiale, Roddick commence la saison 2004 avec confiance. Après avoir facilement atteint les quarts de finale de l'Open d'Australie, il est défait face au toujours dangereux Marat Safin 6-2, 3-6, 5-7, 7-60, 4-6. À la suite de cette défaite il perd sa première place mondiale qu'il détenait depuis 13 semaines au profit de Roger Federer.
Il remporte ensuite les tournois de San Jose (en battant le record d'aces servi lors du tournoi) face à Christophe Rochus 6-4, 6-2, Kristof Vliegen 6-2, 6-3, Joachim Johansson 6-3, 7-67, Robert Kendrick 7-63, 6-2, et enfin Mardy Fish (États-Unis) 7-613, 6-4, et le masters 1000 de Miami en battant Karol Beck 6-2, 6-4, Jonas Björkman 6-4, 3-6, 6-3, Guillermo Cañas 6-3, 6-3, Carlos Moyà 5-7, 6-2, 7-5, Vincent Spadea 6-1, 6-3 et Guillermo Coria 62-7, 6-3, 6-1 et atteint la finale de Houston.
Battu sans gloire au deuxième tour de Roland-Garros, il se concentre encore une fois sur le gazon en remportant le troisième tournoi de sa saison au Queen's, pour la deuxième année consécutive en s'imposant face à Karol Kučera 7-64, 6-2, Mario Ančić 7-63, 4-6, 6-4, Paradorn Srichaphan 6-3, 6-3, Lleyton Hewitt 7-67, 6-3 et Sébastien Grosjean 7-64, 6-4 en finale. Il atteint la finale de Wimbledon en battant Jimmy Wang 6-3, 7-5, 6-4, Alexander Peya 6-3, 7-62, 6-4, Taylor Dent 6-3, 7-66, 7-61, Alexander Popp 7–5, 6-4, 6-4, Sjeng Schalken 7-64, 7-69, 6-3 et Mario Ančić 6-4, 4-6, 7-5, 7-5 en demi mais s'incline en finale contre le suisse Federer 6-4, 5-7, 63-7, 4-6.
Le joueur réussit le début de sa préparation pour l'US Open en remportent le tournoi d'Indianapolis et en atteignant la finale du masters de Montréal où il s'incline une nouvelle fois contre Roger Federer. À l'US Open, il est éliminé à la surprise générale en quarts de finale par Joachim Johansson, autre grand serveur, qui s'impose en cinq sets.
Aux JO, il perd contre le futur médaillé de bronze Fernando González, au troisième tour. Andy Roddick faisait partie de la délégation américaine, qui comprenait également Taylor Dent, Mardy Fish, Vincent Spadea, Mike Bryan, Bob Bryan, Martina Navrátilová, Venus Williams, Chanda Rubin et Lisa Raymond. Puis, Andy fait à nouveau équipe avec Mardy Fish et les frères Bryan dans l'équipe américaine de Coupe Davis, mais ils perdent en finale contre l'Espagne de Rafael Nadal à Séville. Andy perd son match contre Nadal, qui allait gagner l'année suivante les Internationaux de France.
Roddick participe ensuite à la demi-finale de la Coupe Davis contre la Biélorussie. Il remporte son premier simple contre Vladimir Voltchkov 6-1, 6-4, 6-4 en servant le service le plus rapide de l'histoire du tennis professionnel : 249,4 km/h. Il bat ainsi pour la troisième fois son propre record. Les commentaires à ce sujet sont unanimes, la vidéo fait forte impression, certains comparant ce service, en particulier la poussée des jambes de l'américain, à « un avion en décollage ». Puis il remporte son deuxième simple contre liaksandr Skrypko 6-4, 6-2. Il atteint également fin septembre la finale du tournoi de Bangkok où il s'incline contre Federer.
À la Masters Cup, l'américain se qualifie facilement pour les demi-finales en remportant ses 3 matchs de poules contre Tim Henman 7-5, 7-66, Marat Safin 7-67, 7-64 et Guillermo Coria (ARG) 7-64, 6-3. Il s'incline néanmoins contre l'australien Lleyton Hewitt 3-6, 2-6.
Il perd la finale de la Coupe Davis en perdant ses deux simples contre les Espagnols sur la terre battue de Séville.
À la fin de l'année, Andy se sépare de son entraîneur Brad Gilbert avec qui il collaborait depuis 18 mois. Andy finit l'année no 2 mondial, derrière Roger Federer. Sur cette année, il a été le joueur ayant servi le plus grand nombre d'aces (1017). Il devient ainsi le troisième joueur après Pete Sampras et Goran Ivanišević à franchir la barre des mille aces en une saison.
Andy Roddick montre une grande force de caractère quand il sauve le joueur néerlandais Sjeng Schalken et d'autres invités d'un hôtel ayant pris feu en 2004. Il sauve également du feu Ben Campezi et Dean Monroe.

### 2005: Concurrence avec Federer et Nadal
Le premier tournoi de Roddick est l'Open d'Australie où, comme en 2003, il atteint la demi-finale en battant Irakli Labadze (7-5, 6-2, 6-1), Greg Rusedski (6-0, 3-6, 6-2, 6-3), Jürgen Melzer (6-2, 6-2, 7-5), Philipp Kohlschreiber (6-3, 7-66, 6-1), Nikolay Davydenko (6-3, 7-5, 4-1) avant de chuter face à Lleyton Hewitt (6-3, 63-7, 64-7, 1-6). Il remporte ensuite l'Open de San José, en Californie, où il est le premier à gagner le tournoi deux années consécutivement depuis Mark Philippoussis en 1999 et 2000. Il bat Cyril Saulnier (6-0, 6-4) en 50 minutes, la finale la plus rapide de l'histoire du tournoi depuis la victoire d'Arthur Ashe sur Guillermo Vilas en 1975. Il atteint la demi-finale du tournoi d'Indian Wells, battu pour la deuxième fois de la saison par Hewitt au terme d'un match intense (62-7, 7-63, 64-7). En avril, Roddick gagne les Internationaux des États-Unis sur terre battue, récupérant son titre de 2001 et 2002 (il avait perdu en 2003 contre Andre Agassi et en 2004 contre Tommy Haas).
En mai, Roddick a une balle de match contre l'Espagnol Fernando Verdasco. Verdasco sert, tentant de sauver la balle de match sur son deuxième service, quand le juge de ligne annonce faussement le service faute. Si cette annonce avait été suivie, Andy aurait gagné le match. Mais Andy montre à l'arbitre la marque de la balle qui était bonne. L'annonce change et finalement Verdasco gagne le match. Beaucoup aux États-Unis dirent qu'Andy Roddick avait choisi le « fair-play plutôt que la victoire ». Cependant, l'arbitre serait certainement descendu de sa chaise car Verdasco s'apprêtait à protester et l'on aurait vu que la balle était bonne. Roddick a juste dit qu'il voulait éviter un voyage à l'arbitre.
Pour la troisième fois de sa carrière, il remporte le tournoi du Queen's en s'imposant contre Mark Philippoussis (6-2, 6-4), Karol Beck (6-2, 3-6, 6-4), Sébastien Grosjean (6-4, 7-65), Radek Štěpánek (6-3, 2-6, 6-2) et enfin contre le Croate Ivo Karlović (7-67, 7-64) avant d'arriver pour la deuxième année consécutive en finale de Wimbledon avec des victoires contre Jiří Vaněk (6-1, 7-64, 6-2), Daniele Bracciali (7-5, 6-3, 63-7, 4-6, 6-3), Igor Andreev (6-2, 6-2, 7-64) Guillermo Coria (6-3, 7-61, 6-4), Sébastien Grosjean (3-6, 6-2, 6-1, 3-6, 6-3), Thomas Johansson (66-7, 6-2, 7-610, 7-65), avant de perdre pour la 3e année consécutive à Wimbledon contre le Suisse Roger Federer en 3 sets (2-6, 62-7, 4-6).
Le joueur remporte le tournoi de Washington en août, atteint la finale de Cincinnati, défait par Federer. À l'US Open, Roddick est battu par le Luxembourgeois Gilles Müller (ATP 70) au premier tour. Sa dernière défaite au premier tour de l'US Open remontait à 2000. Au Grand Prix de tennis de Lyon, il gagne contre Gaël Monfils en finale et remporte le tournoi sans perdre un set ni concéder son service et en servant le service le plus rapide de l'histoire du tournoi : 229 km/h. Mais bien qu'il ait atteint la finale de Wimbledon et les demi-finales de l'Open d'Australie, Tennis Magazine et d'autres le critiquent pour son jeu pauvre cette année-là.
Il finit pour la troisième année de suite en tête du classement des aces : 912. Ses statistiques au service sont d'ailleurs impressionnantes avec 68 % de premières balles, 85 % de réussite derrière cette dernière et 94 % de jeux de services gagnés.

### 2006: Année diesel

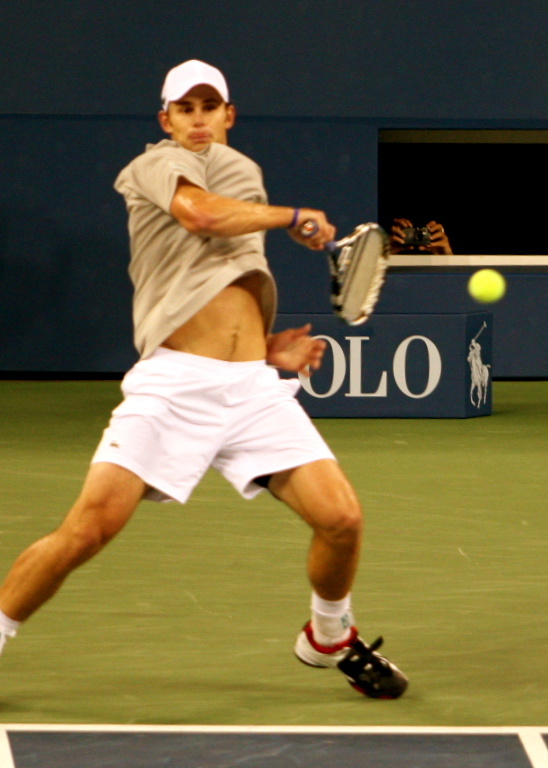
Andy Roddick à l'US Open en 2006.

Andy Roddick commence sa saison à l'Open d'Australie en tant que tête de série no 2 en raison de l'absence de Rafael Nadal, où il est éliminé par Márcos Baghdatís (6-4, 1-6, 6-3, 6-4), futur finaliste, après avoir battu Michael Lammer (6-4, 6-2, 6-2), Wesley Moodie (7-5, 6-3, 6-3) et Julien Benneteau (6-1, 6-2, 6-2).
Il entame la tournée américaine de février par la défense de son titre à l'Open de San José, où il est tête de série no 1. Après avoir battu Guillermo García-López (6-3, 6-4) puis Kenneth Carlsen (6-3, 1-6, 6-3) et Björn Phau (6-3, 6-2), il s'incline en demi-finale face à la révélation du tournoi et futur vainqueur Andy Murray. Il participe ensuite au Tournoi de Memphis, toujours en tant que série no 1. Après avoir battu Mardy Fish (6-3, 65-7, 7-62) et Wayne Arthurs (64-7, 7-69, 7-62), il s'incline en quarts de finale face à Julien Benneteau (3-6, 6-4, 7-64) qui prend alors sa revanche sur l'Open d'Australie. À Indian Wells, tête de série no 3, il s'incline dès les huitièmes de finale contre Igor Andreev (4-6, 7-65, 6-1) après avoir été exempté de premier tour et ayant battu José Acasuso (7-65, 6-0) et Fernando Verdasco (6-3, 6-4). Au Masters de Miami, il bat Alberto Martín (6-3, 6-1), puis Fernando Verdasco (6-3, 6-4) et Simon Greul (6-3, 3-6, 6-2) avant de s'incliner contre David Ferrer (6-3, 4-6, 6-4).
Le tennisman entame la saison sur terre battue au tournoi de Houston où il est tenant du titre et dont il a atteint la finale quatre fois consécutivement. Après avoir battu Paul Capdeville (6-3, 6-2) et Oliver Marach (6-3, 6-4) avant de s'incliner contre Tommy Haas (61-7, 6-4, 6-4). Il reprend la compétition au Masters de Rome où il bat Victor Hănescu (6-1, 6-0) puis prend sa revanche sur Márcos Baghdatís (3-6, 6-1, 6-2), puis Greg Rusedski (7-64, 6-2) avant de s'incliner contre Gaël Monfils (6-2, 6-3), mais manque le Masters de Monte-Carlo et le Masters de Hambourg. À Roland Garros, il abandonne au premier tour étant mené deux sets à zéro contre Alberto Martín (6-4, 7-5, 1-0, ab.) en raison d'une blessure au pied.
Roddick commence la saison sur gazon au Tournoi du Queen's où tête de série no 3. Exempté de premier tour, il bat Frank Dancevic (2-6, 6-4, 6-3), puis Paradorn Srichaphan (7-65, 6-3) et Fernando González (6-4, 6-3) avant de s'incliner contre James Blake en demi-finale (7-5, 6-4) dans un tournoi dont il est triple tenant du titre.
Après le Classic d'Indianapolis, il décide à la fin juillet de faire appel à la légende du tennis américain Jimmy Connors pour l'entraîner. Malheureusement, en raison d'une douleur persistante au côté gauche, il est contraint de déclarer forfait pour les tournois de Washington et de Toronto. De retour aux affaires à Cincinnati, il remporte son quatrième Masters Series aux dépens d'un revenant Juan Carlos Ferrero après une semaine très convaincante.
Le 10 septembre 2006, il parvient en finale de l'US Open mais est battu par le numéro 1 mondial Roger Federer en quatre sets (6-2, 4-6, 7-5, 6-1).
Grâce à cette fin de saison plus que convenable, Andy Roddick obtient une nouvelle fois le droit de participer à la Masters Cup, tournoi qu'il avait disputé en 2003 et 2004 et qu'il aurait pu disputer en 2005. Il remporte son premier simple contre Ivan Ljubicic 6-4, 69-7, 6-1 mais s'incline contre Roger Federer 6-4, 68-7, 4-6 malgré deux balles de matchs, dont une sur son service. Il perd ensuite contre le vainqueur de la précédente édition David Nalbandian 2-6, 64-7.

### 2007: Victoire en Coupe Davis
En 2007, Andy Roddick commence par une victoire au tournoi d'exhibition de Kooyong contre Roger Federer (6-2, 3-6, 6-3) en finale et parvient en demi-finale de l'Open d'Australie où il s'incline contre Federer (4-6, 0-6, 2-6), ce qui est pour lui une énorme désillusion. Dans une conférence de presse hors du commun, le joueur américain déclare : « Comment je me sens ? Dépressif ! C'est terrible. Je ne m'attendais pas à ça. J'ai reçu une fessée ce soir. » [réf. nécessaire]
Après deux semaines de pause, il enchaîne par une demi-finale à San Jose et une finale à Memphis perdue contre l'Allemand Tommy Haas.
À Indian Wells, il parvient en demi-finale en battant notamment Ivan Ljubičić en quart mais s'incline face au futur vainqueur de l'épreuve Rafael Nadal (6-4, 6-3). Il enchaîne avec un quart au masters de Miami mais doit abandonner face au jeune britannique Andy Murray. Ce résultat l'empêche d'enchaîner une 5e demi-finale d'affilée sur 5 tournois depuis le début de l'année.
Sa saison sur terre battue, la surface où il se sent le moins à l'aise, est très moyenne avec notamment une défaite au premier tour de Roland-Garros.
En revanche, la partie sur gazon commence mieux avec une victoire, la quatrième, au tournoi du Queen's. Il élimine en finale la surprise du tournoi, le Français Nicolas Mahut (4-6, 7-67, 7-62) en sauvant une balle de match au deuxième set. À noter que cette victoire lui permet de reprendre la troisième place mondiale, qu'il avait quittée à l'issue du Grand Chelem parisien.

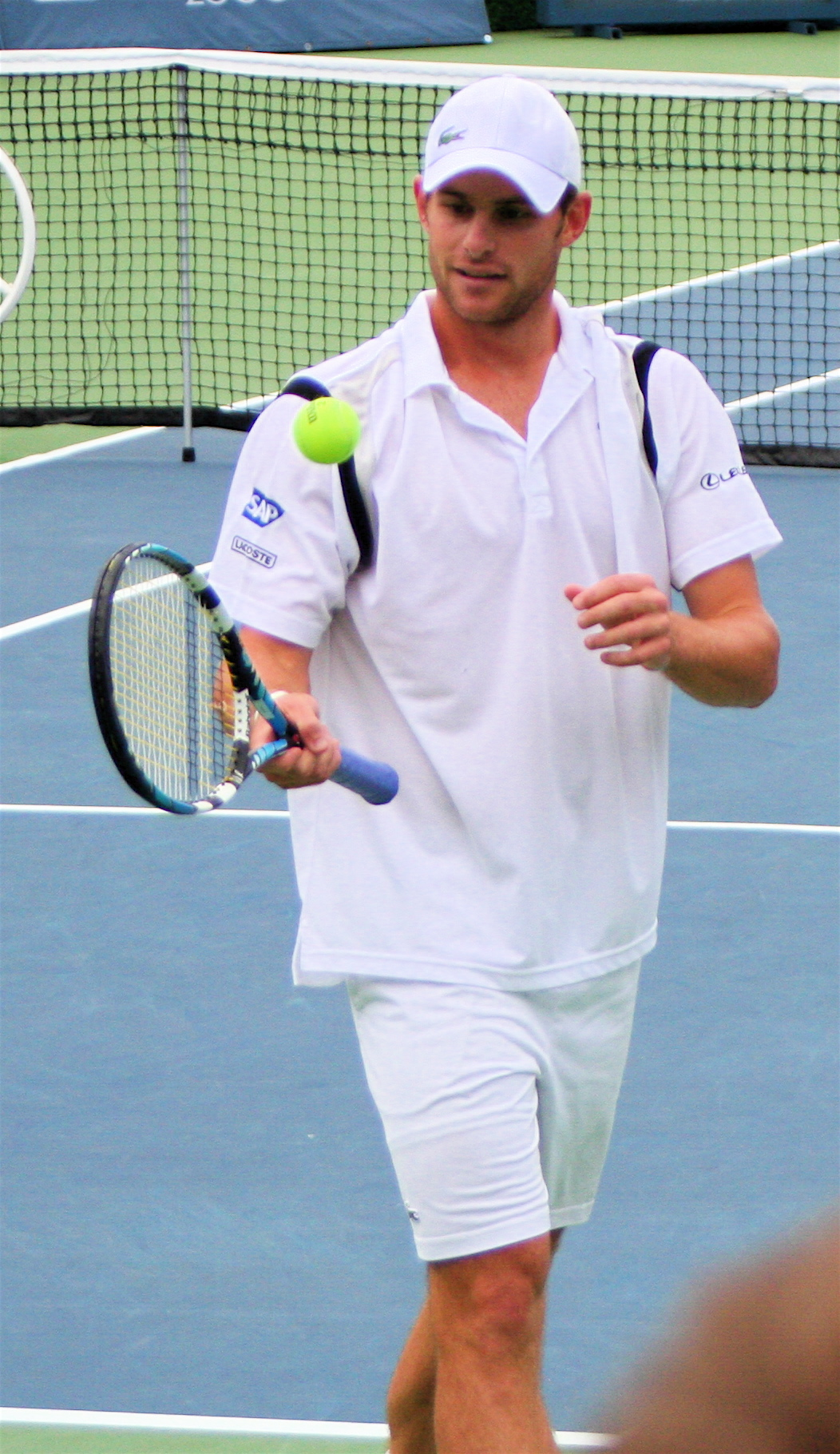
Andy Roddick au Classic de Washington en 2007.

Roddick semble donc bien préparé pour le tournoi de Wimbledon où il a été finaliste en 2004 et 2005, à chaque fois battu par le tenant du titre Roger Federer. Après un bon parcours où il élimine notamment Paul-Henri Mathieu, il est défait par Richard Gasquet en quart de finale au terme d'un match épique en 5 manches où il menait deux sets et un break.
L'été sur dur de Roddick est assez bon, il commence par le tournoi d'Indianapolis où il perd en demi-finale face au Canadien Dancevic (4-6, 6-7), il enchaîne avec une victoire à Washington face à la révélation américaine de ce tournoi, le géant John Isner. C'est le 23e tournoi gagné par Roddick depuis le début de sa carrière sur le circuit professionnel. Les deux Masters Series seront moins éclatant, tout d'abord un quart de finale perdu à Montréal face au futur vainqueur Djokovic (6-7, 4-6) puis une défaite au 3e tour à Cincinnati contre le redoutable « contreur » espagnol David Ferrer (6-7, 4-6).
Puis arrive l'US Open, Roddick semble avoir retrouvé un bon niveau de jeu et se fraye un chemin jusqu'en quart de finale où il se mesure au numéro un mondial Federer, une fois de plus Roddick perd, après deux sets accrochés perdu au jeu décisif, il sombre dans la 3e manche (6-7, 6-7, 2-6).
Sa fin de saison est axée sur la Coupe Davis, Roddick veut remporter ce saladier d'argent que les États-Unis attendent depuis 1995.
Il gagne ses deux simples de la demi-finale remportée face aux Suédois. Les États-Unis participeront à la finale en décembre à domicile face à la Russie. Roddick joue le tournoi de Lyon où il perd dès le 1er tour contre Santoro (6-7, 6-2, 4-6), annule sa participation aux deux Masters Series de fin d'année et se prépare pour la finale de la Coupe Davis via le Masters. Cette préparation est une réussite puisqu'il gagne ses deux premiers simple face à Davydenko (6-3, 4-6, 6-2) puis Gonzalez (6-1, 6-4). Il accède au demi-finale du Masters avant même son 3e simple perdu face à Federer (4-6, 2-6). Sa demi-finale est mal négociée, il perd la rencontre face à Ferrer alors en état de grâce et qui joue son meilleur tennis (1-6, 3-6). La saison 2007 de Roddick se termine de fort belle manière puisqu'il permet aux États-Unis de gagner le saladier d'argent en gagnant son simple face à Dmitri Toursounov (6-4, 6-4, 6/2). Sa saison est plutôt bonne avec deux titres ATP, 1 finale et une 6e place mondiale à la clé.

### 2008: Sur courant alternatif
Andy Roddick commence sa saison à l'Open d'Australie par une défaite inattendue au troisième tour contre l'Allemand Philipp Kohlschreiber, récent vainqueur de l'Open d'Auckland.
Il enchaîne par une victoire difficile contre l'Autrichien Jürgen Melzer lors du premier tour de la Coupe Davis. Il gagne ensuite deux tournois en s'imposant à San José puis à Dubaï, où il bat notamment Rafael Nadal en quart de finale puis Novak Djokovic, numéro 1 du classement ATP Race, en demi-finale. À Dubaï, il n'aura jamais concédé un service et inscrira le record d'aces du tournoi, 84.
En mars, il est battu précocement au deuxième tour d'Indian Wells par l'Allemand Tommy Haas. À Miami, il bat Roger Federer pour la deuxième fois de sa carrière (7-64, 4-6, 6-3) mais il se fait éliminer par Nikolay Davydenko (7-65, 6-2) en demi-finale après un match trop passif. Il commence sa saison sur terre battue à Rome, où il atteint les demi-finales mais il abandonne face à Stanislas Wawrinka à cause de problèmes au dos et à l'épaule droite ; il doit donc renoncer à jouer à Hambourg, à la coupe du monde de tennis à Düsseldorf et à Roland-Garros.
Il reprend la compétition pour défendre son titre au Queen's. Son retour sur le gazon anglais se termine en demi-finale face à Rafael Nadal, après une défaite en 2 sets serrés 7-5, 6-4. Roddick se concentre alors sur l'un de ses tournois favoris : Wimbledon. Mais cette édition 2008 tourne court, puisqu'il est battu à la surprise générale par le Serbe Janko Tipsarević au second tour 6-7, 7-5, 6-4, 7-6. Après cette défaite dure à encaisser, Andy Roddick prépare sa saison estivale sur le dur nord-américain mais une blessure l'empêche de s'exprimer normalement. Il perd au 3e tour du Masters Series du Canada face à Marin Čilić 6-4, 4-6, 6-4, renonce à l'un de ses tournois préférés — Cincinnati — puis dispute le tournoi de Los Angeles pendant que la majorité des joueurs de renom disputent les JO de Pékin. Il parvient en finale, où il perd face à la révélation de l'été 2008 Juan Martín del Potro, 6-1, 7-6. La semaine suivante, il dispute le tournoi de Washington où il est tenant du titre, mais l'aventure tourne court, il est battu par Viktor Troicki après avoir pourtant gagné le 1er set 6-0 : il perd les deux sets suivants 2-6, 4-6. Son esprit est alors tourné vers son tournoi, l'US Open, au cours duquel il se fraie un chemin jusqu'en quart de finale, où il perd en 4 manches face au Serbe no 3 mondial Novak Djokovic. Il remporte par la suite le tournoi de Pékin face à l'Israélien Dudi Sela, en trois sets : 6-4, 6-7, 6-3. C'est son troisième titre de cette année 2008, après San José et Dubaï. Il poursuit sa tournée asiatique à Tokyo, où il parvient jusqu'en demi-finale, perdant face à Tomáš Berdych dans un match accroché 63-7, 7-5, 7-63.

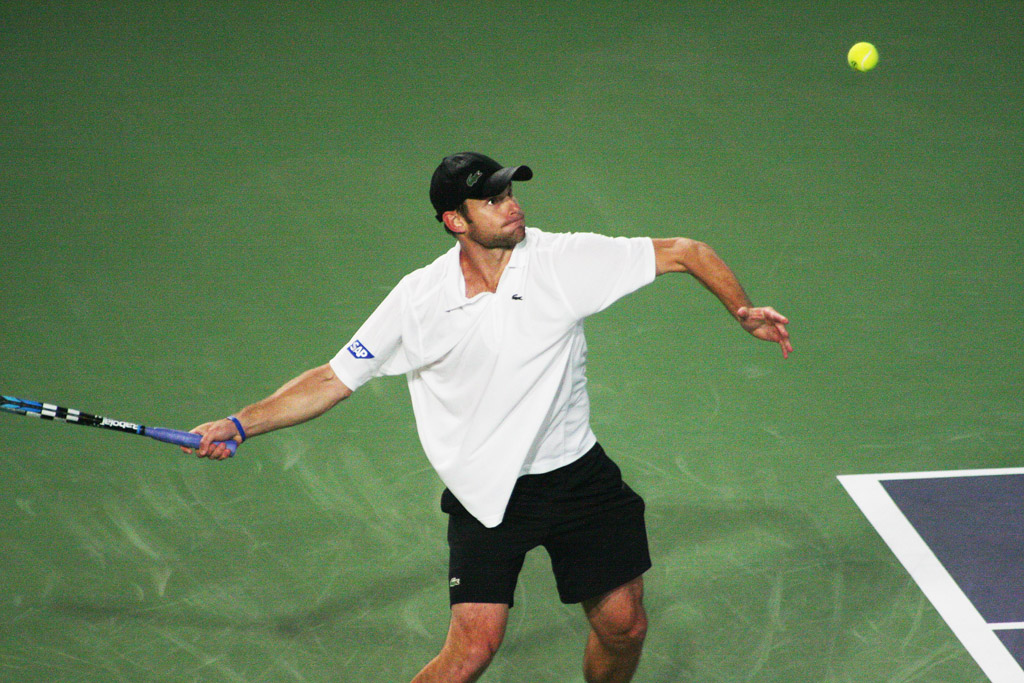
Andy Roddick à l'Open de Chine en 2008.

Andy Roddick dispute ensuite le Masters de Madrid, où il s'incline face au Français Gaël Monfils. Puis il va en France disputer le Grand Prix de tennis de Lyon ; il parvient en quart de finale, battu par Robin Söderling en deux jeux décisifs. Il dispute l'Open de Paris-Bercy pour valider son accession à la Masters Cup, ce qu'il réussit puisqu'il réalise un bon tournoi, seulement battu en quart de finale par le futur vainqueur Jo-Wilfried Tsonga. Roddick tombe dans le groupe rouge avec Roger Federer, Andy Murray et Gilles Simon. Il est défait lors de son premier match par l'Écossais Andy Murray 6-4, 1-6, 6-1 et est contraint de déclarer forfait pour son second match prévu initialement contre Roger Federer en raison d'une blessure contractée à l'entraînement. Il est remplacé au pied levé par Radek Štěpánek, pourtant seulement 26e à la Race.
En novembre, Andy Roddick s'attache les services de Larry Stefanki, ancien entraîneur du Chilien Fernando González.

### 2009: Le renouveau et blessure en fin de saison
Andy Roddick commence sa saison au Qatar à Doha, où il est tête de série no 4. Il atteint la finale en battant Iván Navarro, Arnaud Clément, Victor Hănescu et Gaël Monfils (7-61, 3-6, 6-3) avant de s'incliner devant Andy Murray (6-4, 6-2). L'Américain participe ensuite à l'Open d'Australie.
Arrivé en quarts de finale du tournoi, il croise la route de Novak Djokovic, le tenant du titre, lequel se voit forcé d'abandonner le match au quatrième set alors que l'Américain menait 63-7, 6-4, 6-2, 2-1. Son beau parcours prend une nouvelle fois fin face à Roger Federer, dans une demi-finale qu'il perd 6-2, 7-5, 7-5. C'est la septième fois consécutive que Roddick perd contre Federer dans des tournois du Grand Chelem (trois fois en finale, trois fois en demi-finale et une fois en quart).
Il oriente son prochain objectif sur l'Open de San José, où il se hisse aisément en demi-finale mais est battu par Radek Štěpánek (6-3, 6-7, 4-6). Mi-février, l'Américain décide de rester dans son pays natal pour participer au Tournoi de Memphis, où il décroche son premier titre de la saison en prenant sa revanche en finale contre Radek Štěpánek, 7-5, 7-5. Après son boycott de l'Open de Dubaï, il enchaîne sur le Masters d'Indian Wells, où il se qualifie pour les demi-finales, mais perd contre Rafael Nadal 4-6, 6-7. Au Masters de Miami, il s'incline en quarts de finale face à Roger Federer, 6-3, 4-6, 6-4, soit la cinquième défaite cette saison pour 26 victoires. Sa saison sur terre battue est tronquée en raison de son mariage en avril. Il ne dispute que deux tournois : le Masters de Madrid, où il s'incline en quart de finale une nouvelle fois face à Roger Federer (7-5, 6-7(5-7), 6-1) et Roland-Garros, où il atteint les 1/8 de finale pour la première fois de sa carrière (battu par Gaël Monfils).

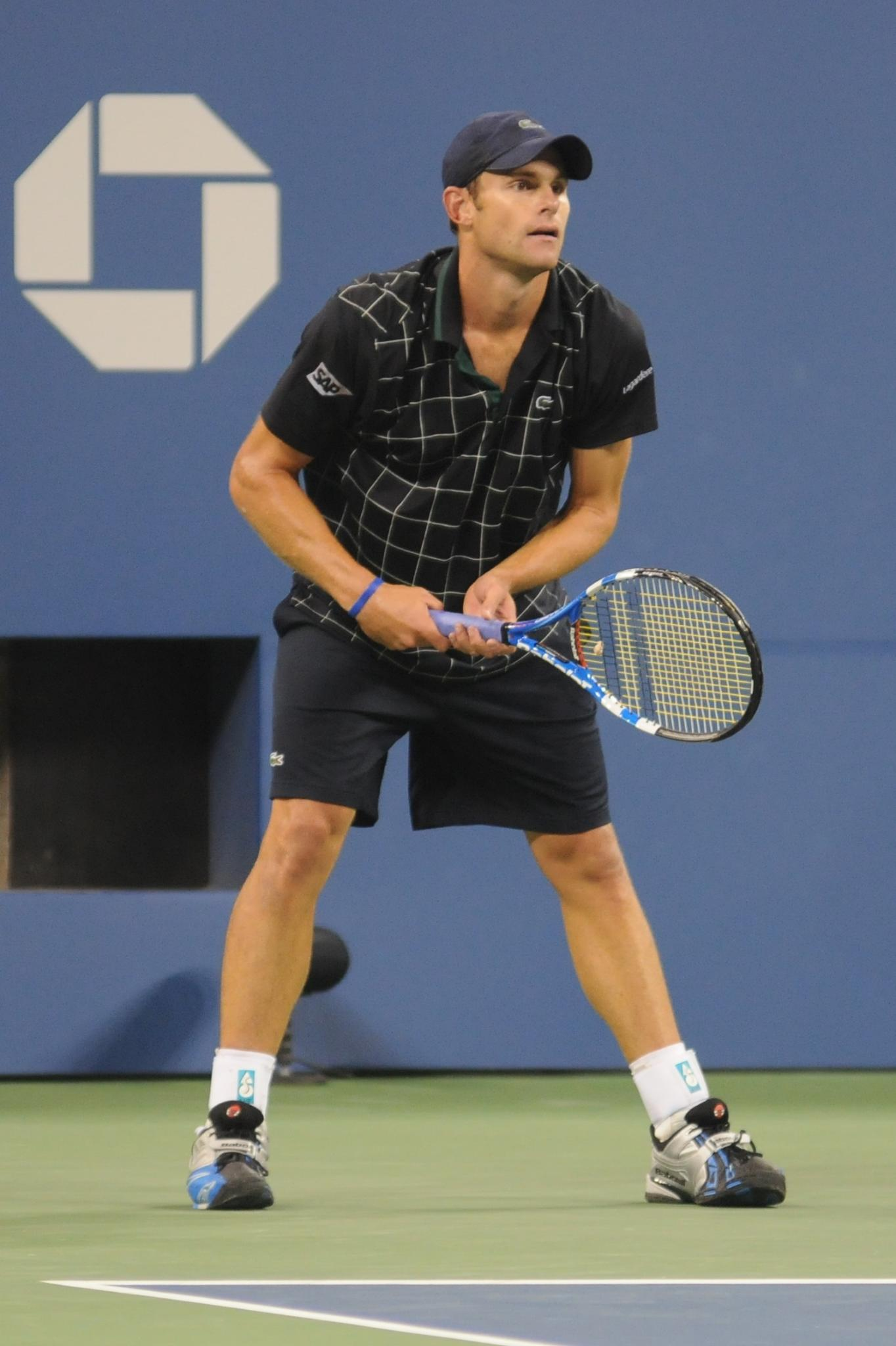
Andy Roddick à l'US Open en 2009.

Au Tournoi du Queen's, le joueur se qualifie pour les demi-finales, mais abandonne finalement contre son compatriote James Blake à 4-4 dans le 1er set, pour cause de blessure à la cheville.
À Wimbledon, troisième tournoi du Grand Chelem, il écarte Jérémy Chardy, Igor Kunitsyn et Jürgen Melzer lors des trois premiers tours, à chaque fois en quatre sets. En huitième de finale, il s'impose face au Tchèque Tomáš Berdych (7-64, 6-4, 6-3), puis décroche son ticket pour le dernier carré du tournoi londonien au terme d'un match accroché, disputé en cinq sets (6-3, 610-7, 7-61, 4-6, 6-4), face à l'Australien Lleyton Hewitt, vainqueur en 2002. En demi-finale, l'Américain douche les espoirs du public londonien en battant l'Écossais Andy Murray (6-4, 4-6, 7-67, 7-65) et se qualifie pour sa 3e finale dans ce tournoi. Comme lors des deux finales précédentes, il affronte Roger Federer, contre lequel il perd au terme d'un nouveau match sensationnel et très long (5-7, 7-66, 7-65, 3-6, 16-14) avec notamment le plus long set en nombre de jeux en finale d'un tournoi du Grand Chelem. Dans cette finale, il tient sa mise en jeu 37 fois de suite, avant de se faire breaker et perdre le match.
Il commence la tournée américaine à Washington. Sa victoire en 1/8 de finale sur Sam Querrey lui permet d'être le 36e joueur de l'ère Open à atteindre le cap des 500 matchs gagnés sur le circuit ATP. Il s'incline par la suite en finale face à l'Argentin Juan Martín del Potro sur le score de 3-6, 7-5, 7-6.
Après sa défaite prématurée face à son compatriote John Isner au troisième tour de l'US Open 2009, au terme d'un match de 3 h 51 perdu sur le score de 6-7, 3-6, 6-3, 7-5, 6-7, Roddick fait sa rentrée à l'occasion du tournoi Open de Chine, où il s'incline au premier tour face au 143e joueur mondial Łukasz Kubot sur le score sans appel de 2-6, 4-6. À l'occasion, il remettra très fortement en question le calendrier ATP. Selon lui, les joueurs ne disposeraient pas du temps nécessaire pour « se remettre d'aplomb » à l'issue d'une tournée américaine éreintante et seraient ainsi menacés de blessures en fin de saison. Ironie du sort, il se blesse au genou quelques jours plus tard aux Masters de Shanghai lors du deuxième tour face à Stanislas Wawrinka (4-3, ab) et met fin à sa saison 2009 par la même occasion.

### 2010: Début en fanfare gâché par une mononucléose

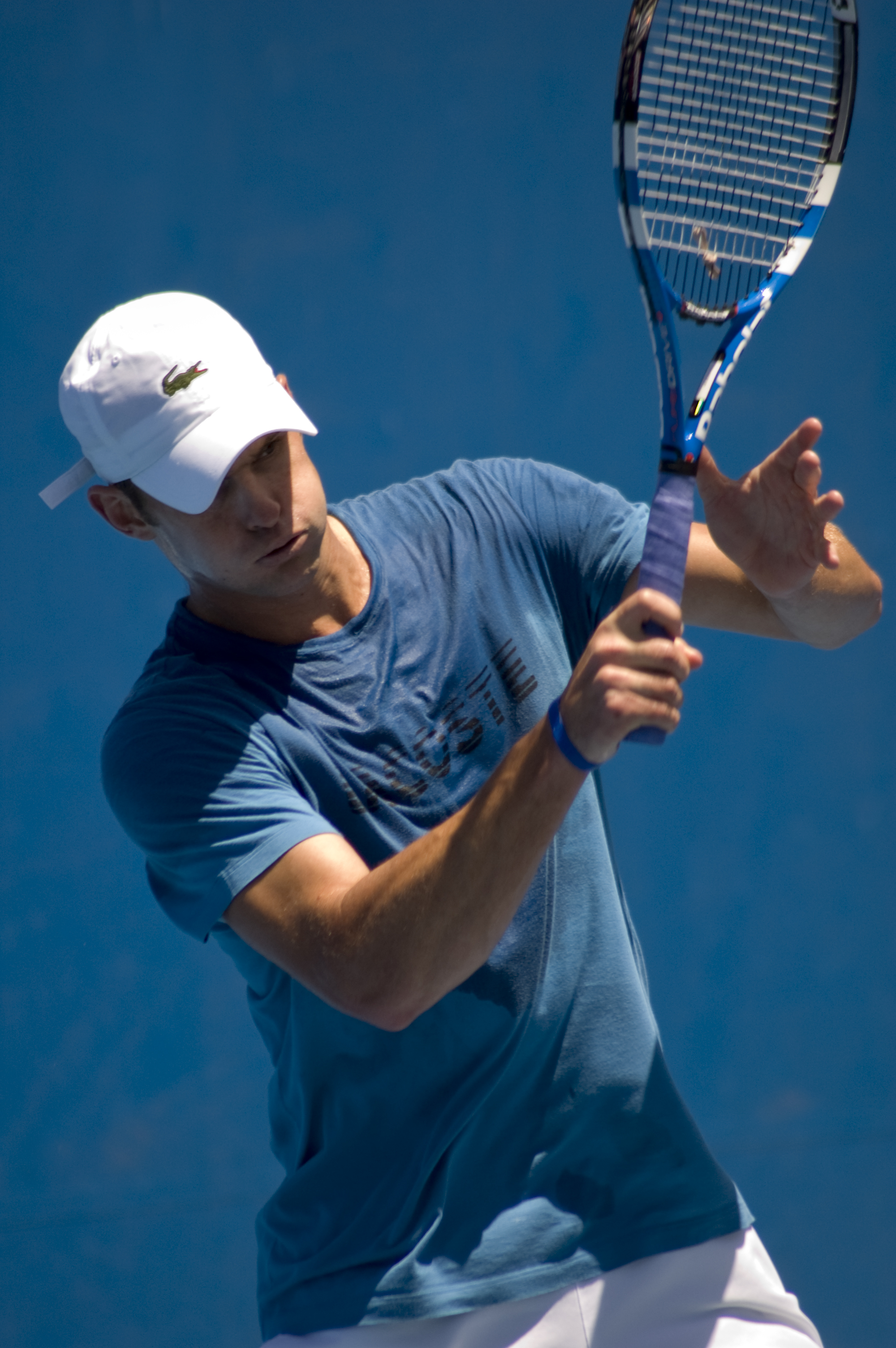
Andy Roddick à l'Open d'Australie en 2010.

Andy Roddick commence sa préparation pour le premier Grand Chelem de l'année avec l'Open de Brisbane, qu'il remporte en battant successivement Peter Luczak, Carsten Ball, Richard Gasquet, Tomáš Berdych et Radek Štěpánek en finale 7-62, 7-67. Au cours de ce tournoi, il n'aura perdu qu'un set (contre Berdych) et joué cinq tie-breaks (tous remportés).
À l'Open d'Australie, il atteint la deuxième semaine sans grande difficulté en battant coup sur coup Thiemo de Bakker, Thomaz Bellucci et Feliciano López. En huitième de finale, il vainc Fernando González et se qualifie en cinq sets pour les quarts, où il est éliminé par Marin Čilić sur le score de 7-64, 6-3, 3-6, 2-6, 6-3.
À l'Open de San José, il bat en quarts de finale Tomáš Berdych au terme de deux tie-breaks. Après avoir battu difficilement Sam Querrey en demi-finale dans un match où il n'aura pas eu la moindre balle de break, il s'incline en finale face à Fernando Verdasco sur le score de 3-6, 6-4, 6-4. Il participe ensuite au tournoi de Memphis, où il se qualifie pour les quarts de finale en battant James Blake, puis Lu, avant de s'incliner contre Querrey : 7-5, 3-6, 6-1.

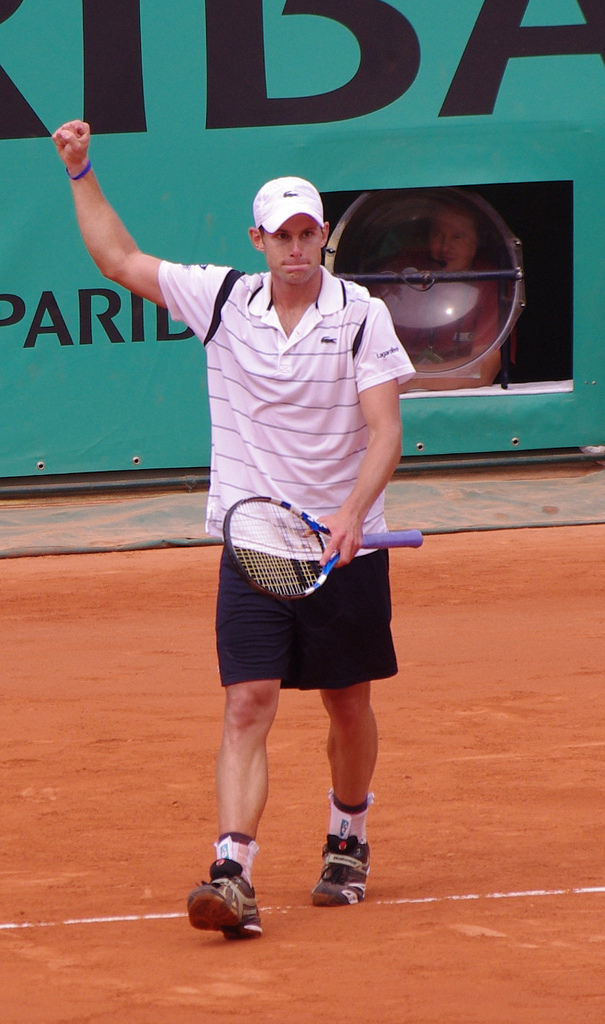
Andy Roddick à Roland-Garros en 2010.

En mars, il atteint la finale des Masters d'Indian Wells pour la première fois de sa carrière. Il y rencontre le revenant croate Ivan Ljubičić, qui le bat sur le score de 7-63, 7-65. Deux semaines plus tard, il récidive aux Masters de Miami, où il se qualifie également pour la finale, en éliminant notamment Rafael Nadal (4-6, 6-3, 6-3) en demi-finale. Sur le score de 7-5, 6-4 face à Tomáš Berdych, tombeur de Roger Federer en huitième de finale, il remporte le tournoi et s'adjuge son 5e titre en Masters 1000, le premier depuis Cincinnati en 2006. Avec 26 victoires pour 4 défaites il réalise le meilleur début de saison de sa carrière.
Il arrive sans préparation à Roland-Garros et s'incline dès le troisième tour face à Teimuraz Gabachvili. Il est à nouveau stoppé assez tôt en Grand Chelem à Wimbledon, s'inclinant dès les huitièmes de finale face au Taïwanais Lu Yen-hsun, sûrement à cause de la mononucléose qu'il a contractée récemment.
Il atteint la demi-finale du Masters de Cincinnati, perdue contre Mardy Fish sur le score de 6-4, 63-7, 1-6. À l'US Open, il est éliminé par le Serbe Janko Tipsarević dès le 2e tour.
Il perd ensuite à Bâle en demi-finale contre Roger Federer pour la 20e fois en 22 confrontations sur le score de 6-2, 6-4. Il termine l'année à la huitième place, se qualifiant une nouvelle fois, depuis 2003 compris, pour la Masters Cup de fin d'année.

### 2011: Fin d'une époque
Roddick commence sa saison par la défense de son titre à Brisbane, où il atteint la finale, perdue face à Robin Söderling. Il atteint les huitièmes de finale à l'Open d'Australie avant de remporter le trentième titre de sa carrière en simple à Memphis à la suite des victoires sur Ričardas Berankis (4-6, 6-2, 6-3), Janko Tipsarević (6-1, 7-68), Lleyton Hewitt (4-6, 6-3, 6-4), Juan Martín del Potro, qu'il bat pour la première fois de sa carrière 6-3, 6-4, et finalement Milos Raonic (7-67, 611-7, 7-5, avec une balle de match magnifique). Il fête ensuite son retour en Coupe Davis en remportant ses deux simples contre le Chili. S'ensuit une série de désillusions en Masters 1000 et sur terre battue, malgré une finale en double à Rome. À la suite de ces contres-performances, il quitte le top 10. Il le réintègre néanmoins grâce à une demi-finale au Queen's, perdue face à Andy Murray.
À Wimbledon, où il nourrit de grands espoirs, il se qualifie pour le troisième tour en disposant d'Andreas Beck 6-4, 7-66, 6-3 et Victor Hănescu 6-4, 6-3, 6-4 mais s'incline alors contre Feliciano López 6-7, 6-7, 4-6, malgré un service à 230 km/h, nouveau record de cette édition. Il perd son simple de Coupe Davis contre David Ferrer en gâchant plusieurs occasions, confirmant sa baisse de niveau.
Blessé, il déclare forfait pour les tournois d'Atlanta, Washington et Montréal. Il effectue son retour au Masters de Cincinnati mais ce n'est pas un succès : d'entrée, il perd face à Philipp Kohlschreiber en trois sets (65-7, 7-5, 6-1).
Néanmoins il se qualifie pour les demi-finales de Winston Salem sans avoir eu à sauver la moindre balle de break avant de s'incliner contre le futur vainqueur, John Isner. À l'US Open, il se qualifie pour la deuxième semaine en éliminant Michael Russell, Jack Sock, Julien Benneteau, et le numéro 5 mondial David Ferrer et se qualifie contre Rafael Nadal mais perd malheureusement 6-2, 6-1, 6-3, blessé aux deux cuisses.
Roddick participe au tournoi de Tokyo où il est éliminé au premier tour par Kevin Anderson sur le score de 6-4,7-5 puis il participe au tournoi de Shanghai où il va jusqu'en quart de finale en s'imposant successivement contre Lu Yen-hsun (6-2, 3-6, 6-2), Grigor Dimitrov (7-6(3) 7-5) et l'Espagnol Nicolás Almagro (6-3 6-4) avant de finalement perdre contre David Ferrer (6-7(5) 6-2 7-6(2)).
Éliminé en quart de finale du tournoi de Bale par Roger Federer (3-6, 2-6) après deux victoires sur Tommy Haas et Radek Štěpánek, il ne se qualifiera pas pour la Master Cup de fin de saison, pour la première fois depuis 2002. Il ne finira également pas la saison dans le top 10, une première depuis 2001. Sa saison se termine à Paris-Bercy ou il s'incline dès les huitième de finale contre Andy Murray.

### 2012: Fin de carrière
La saison de l'Américain débute par une victoire en trois sets face au Néerlandais Robin Haase à l'Open d'Australie. Il est battu lors du second tour par le local Lleyton Hewitt sur abandon lors d'un duel d'ex numéro 1 mondial.
Lors d'une interview, Andy Roddick déclara qu'il voulait muer son jeu en un jeu plus agressif, basé sur plus de coups droits à plat ; il reconnut d'un ton humoristique que son ancien jeu défensif avait été jugé comme celui d'une « jeune fille de quatorze ans ».
Il s'incline néanmoins dès les quarts de finale de San José, touché à la cheville, et au premier tour de Memphis, où il était tenant du titre.

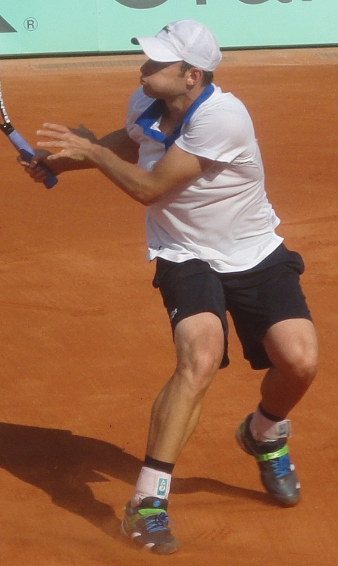
Andy Roddick à Roland-Garros en 2012.

Au Masters 1000 d'Indian Wells, il est éliminé par le Tchèque Tomáš Berdych, continuant ainsi son début de saison plus que décevant. Cependant, la semaine suivante, au Masters 1000 de Miami, il élimine le no 3 mondial Roger Federer en trois sets, 7-6, 1-6, 6-4. Il est éliminé en huitième de finale par l'Argentin Juan Mónaco.
Plus de deux mois après sa dernière compétition officielle, le tennisman arrive à Roland-Garros sans grandes ambitions étant donné que la terre battue est une surface qui ne lui convient pas. Bien que tête de série numéro 26, il est éliminé dès le premier jour du tournoi par le Français Nicolas Mahut (6-3, 6-3, 4-6, 6-2).
Seize mois après son dernier titre ATP, le joueur renoue avec le succès à Eastbourne où il décroche le 31e titre de sa carrière. Quelques jours avant Wimbledon, il laisse planer le doute sur sa possible fin de carrière en parlant de cette édition 2012 qui pourrait être « mon dernier Wimbledon… peut-être ». Comme l'année précédente, il s'incline au troisième tour face à un Espagnol, cette fois-ci David Ferrer.
En juillet, il confirme sa bonne forme du moment puisqu'il remporte le tournoi d'Atlanta en battant notamment en demi-finale son compatriote John Isner, tête de série numéro 1. Il regagne ainsi la 22e place du classement ATP le 23 juillet. Il participe ensuite aux Jeux olympiques de Londres qui se déroulent à Wimbledon. Associé à John Isner ils s'inclinent (2-6, 4-6) au premier tour du tournoi de double face à la paire brésilienne (Marcelo Melo/Bruno Soares). Sa participation en simple s'achèvera dès le second tour avec une lourde défaite face à Novak Djokovic (2-6, 1-6). Les deux Masters 1000 suivants seront un échec, avec une non participation à Montréal et une élimination au premier tour de Cincinnati, ou il a confié ne pas être en forme. Il se remet néanmoins pour le tournoi de Winston Salem, mais s'incline au troisième tour.
Le 30 août 2012 le jour de ses 30 ans, Andy Roddick annonce mettre fin à sa carrière professionnelle dès l'US Open terminé.
Il dispute le dernier match de sa carrière face à Juan Martín del Potro le 6 septembre 2012 et s'incline 61-7, 7-64, 6-2, 6-4.

### Réactions
À la suite de l'annonce de sa retraite, de nombreux joueurs et joueuses ont réagi :
Roger Federer : « J'étais un peu choqué. Qu'il prenne sa retraite était la dernière chose à laquelle je pensais. Mais il est heureux d'arrêter et il n'y a pas de règles sur le moment où vous devez annoncer ce genre de choses. Il a eu une grande carrière et je suis certain qu'il est heureux de ce qu'il a réalisé. À part peut-être gagner Wimbledon. (Roddick y a joué et perdu trois finales, trois fois contre Federer, en 2004, 2005 et 2009). Mais oublions ça. Il le méritait aussi quand je l'ai battu en 2009. Dans mon esprit, il est un gagnant de Wimbledon et un formidable ambassadeur du jeu. »
Serena Williams : « J'ai l'impression qu'Andy a toujours été là sur le circuit avec moi. Andy a été fantastique pour le tennis américain, fantastique pour l'US Open. Il a été un très grand joueur, très drôle à regarder en plus. Je sais qu'il a inspiré beaucoup de monde. C'est terriblement triste pour moi de perdre un ami sur le circuit, quelqu'un que j'avais hâte de voir à chaque tournoi. Cela va être dur sans lui. »
Novak Djokovic : « Ça nous montre à quel point les choses vont vite… J'ai admiré sa carrière. C'était un des plus féroces compétiteurs du circuit. C'est peut-être le plus grand serveur de tous les temps. Je suis sûr que lui-même est fier de sa carrière. Il a contribué à l'histoire de son sport. Je pense qu'il a senti que c'était le moment pour lui de passer à autre chose. J'ai écouté sa conférence de presse. J'ai aimé le fait qu'il dise souhaiter transmettre son savoir et son expérience. Tout le monde a à apprendre d'un tel champion. »
James Blake : « Andy va nous manquer. Énormément. Il a toujours été super ouvert, notamment avec les jeunes joueurs. Regardez ce qu'il a fait pour Harrison ou Donald Young. J'ai vu sa conférence de presse juste avant de rentrer sur le court pour jouer mon match. Honnêtement, j'y pensais depuis le début de l'année. J'avais un pressentiment. Mais en le voyant bien jouer à Eastbourne, puis à Atlanta, je pensais que ça aurait pu changer sa décision. Je le croyais déjà lorsqu'il avait battu Federer à Miami. Ça montrait qu'il pouvait toujours battre les meilleurs. Mais je savais aussi que son corps avait du mal à suivre. Ça fait 10-12 ans qu'il sert à 210 km/h Ce n'est pas un sport facile quand vous jouez au très haut niveau aussi longtemps Andy, c'est une grande amitié en ce qui me concerne. Et elle va continuer. Son charisme va nous manquer, à nous, Américains. Andy n'était pas seulement un grand joueur, c'était aussi un grand leader. »
Maria Sharapova : « C'est fou, quel tournoi ! Après, Kim, Andy. À qui le tour maintenant? Pas moi pour l'instant ! C'était sympa de le voir jouer, de voir sa carrière. Il apportait tellement d'énergie sur le court, particulièrement ici, à New York. Je pense que tout le monde l'a apprécié, comme sportif et comme personne. C'est un très gros travailleur Andy. Le voir partir, lui comme Kim, ça met les choses en perspective. Je pense aussi que c'est difficile, quand vous avez été habitué à être systématiquement dans les derniers tours des grands tournois pendant des années, de voir que votre physique ne vous permet plus tout à fait de suivre. Mais c'est la vie. »
Brad Drewett : « Je tiens à féliciter Andy pour sa carrière exceptionnelle et le remercier pour ces treize années de souvenirs fantastiques. Ancien numéro un de l'ATP, Andy est l'un des plus grands compétiteurs jamais observé, et sa présence au sommet du tennis masculin depuis plus d'une décennie est une preuve de son talent et de sa détermination. Peut-être plus importants que ce qu'il faisait sur les terrains, Andy s'est consacré à récolter des millions de dollars pour aider les enfants dans le besoin grâce à sa fondation Andy Roddick. Andy va beaucoup manquer à ses partenaires, aux tournois et bien sûr à ses millions de fans à travers le monde. Tout le monde à l'ATP souhaite à Andy et à sa famille le meilleur pour l'avenir. »

## Surnoms et comportement sur le court
Andy Roddick est souvent appelé « l'autre A-Rod » en référence à la star du baseball Alex Rodriguez qui avait déjà ce surnom. Au Texas, l’État dont il est originaire, Andy y est communément surnommé « Monsieur Ace » ou encore « Ace Rodd ». Sur le court, il est connu pour discuter avec les arbitres de chaise et les juges de ligne, bien qu'il applaudisse souvent le coup gagnant adverse. Andy est aussi connu pour son sens de l'humour, et il a souvent surpris à la télévision par ses plaisanteries avec le public durant les matchs. Lors des matchs d'exhibition, il imite occasionnellement d'autres stars du tennis pour le public, notamment John McEnroe, Rafael Nadal et Andre Agassi, voire Maria Sharapova.

## Caractéristiques de son jeu
Considéré comme le meilleur serveur du monde par Richard Gasquet, voire de l'histoire par Novak Djokovic, Andy Roddick a longtemps basé son tennis sur un style de jeu extrêmement puissant et d'une rare agressivité, dans la lignée d'un Boris Becker. Outre une mise en jeu foudroyante et d'une rare efficacité, l'Américain disposait d'un coup droit ravageur, car frappé très fort à plat avec une certaine précision, et un faible taux de fautes directes. Ainsi, sa combinaison service/coup droit était souvent jugée comme la plus redoutée du circuit et ne laissait que très rarement la possibilité pour l'adversaire de soutenir l'échange. Son jeu offensif pouvait également s'articuler autour d'une volée de belle facture, souvent claquée, avec une certaine habilité et rapidité d'exécution.
Une de ses particularités résidait dans sa capacité à cumuler une énorme puissance de frappe à une mobilité irréprochable sur le court, en totale opposition à la majorité des cogneurs dont les déplacements constituent souvent leur talon d’Achille. Sans être un grand défenseur, Roddick parvenait à tenir l'échange du fait d'un revers puissant et solide, d'une intelligence de jeu remarquable et de coups défensifs de grande qualité, à l'instar de son passing-shot considéré comme une référence. Cependant, le ralentissement des surfaces et une difficulté à reproduire sur la durée un jeu aussi physique a conduit le texan à repenser son modèle de jeu. Sous la houlette de Larry Stefanki, il a ainsi davantage développé une approche de « contreur » avec un coup droit plus lifté et un revers très slicé.
Malgré un potentiel physique hors-norme, sa carrière laisse un goût d'inachevé. Son manque de travail sur les surfaces lentes, un faible taux de variation et une certaine suffisance dans différentes rencontres l'ont empêché de réellement confirmer l'étendue de son potentiel. À l'inverse, l'Américain n'a également pas été aidé par les événements. Doté d'un style de jeu particulièrement efficace sur les surfaces rapides, il subit de plein fouet le ralentissement de celles-ci durant sa carrière. Après avoir modifié avec succès son approche du jeu pour s'y conformer, c'est cette fois-ci une mononucléose qui met un terme à son renouveau et ce alors qu'il réalisait le meilleur début de saison comptable de sa carrière en 2010.
Voici son jeu détaillé :

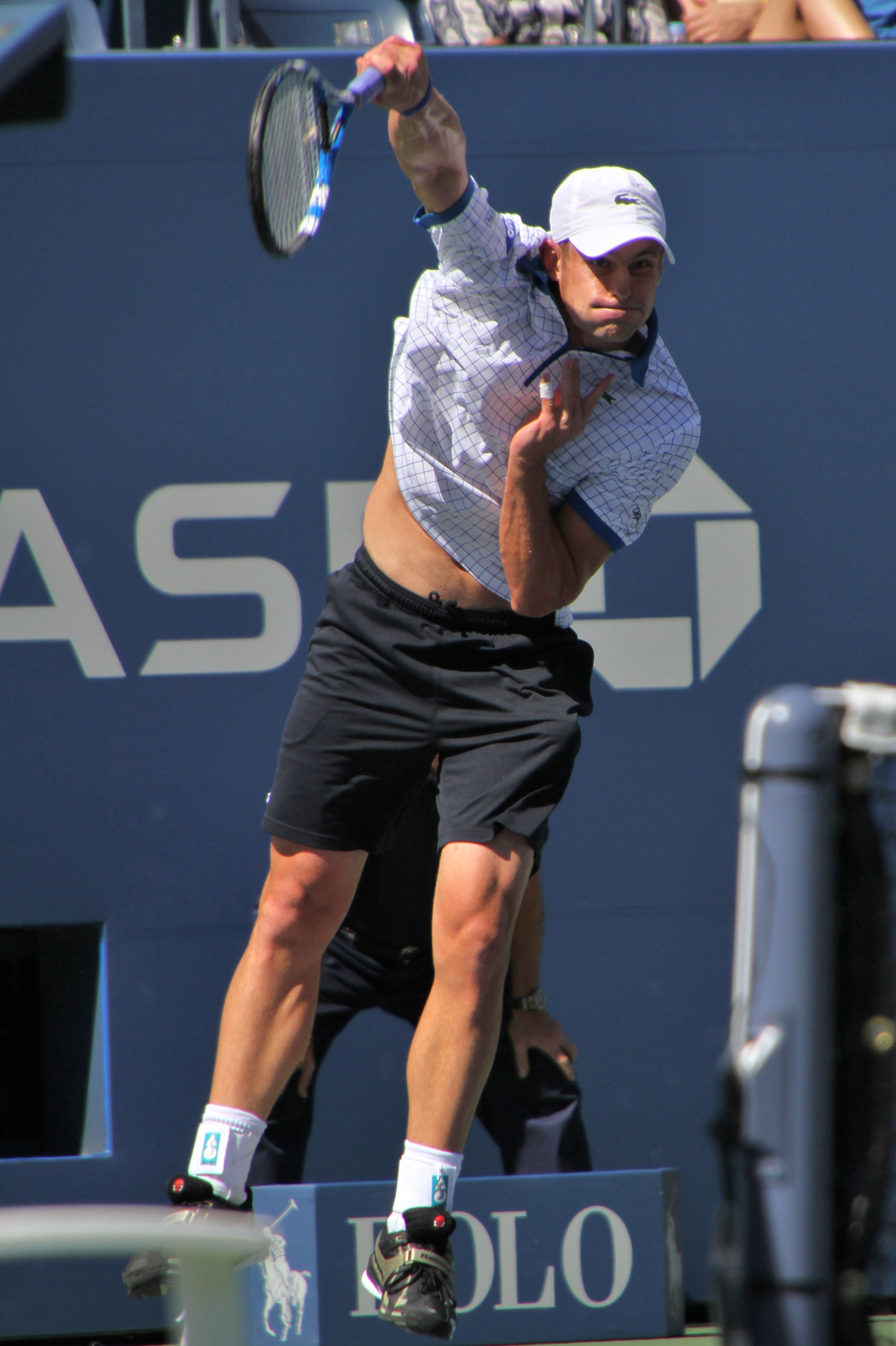
Andy Roddick au service lors de l'US Open 2010.

- Service : incontestablement l'arme absolue d'Andy Roddick. L'Américain est en effet surtout connu pour ses services extrêmement puissants, vraisemblablement le plus puissant de l'histoire du tennis (voir ses records), mais également précis et régulier. Il utilise cette puissance phénoménale pour obtenir un nombre impressionnant d'aces et de services gagnants. La force qu'il met dans la balle en rend le contrôle quasiment impossible pour l'adversaire, ce qui fait qu'il a tendance à mettre plus de services gagnants que d'aces, contrairement aux autres serveurs extraordinaires comme Pete Sampras ou Goran Ivanišević ; néanmoins, il est l'un des joueurs qui a passé le plus d'aces dans l'histoire du tennis. Il utilise également régulièrement le slice, qu'il maîtrise très bien pour surprendre l'adversaire, notamment sur gazon. Son service « kické»  est de plus considéré comme une référence. Ses secondes balles sont également très dangereuses, pouvant même donner un ace ou un service gagnant, tout en étant bien plus rapides que la plupart des autres secondes balles du circuit.

Un autre aspect important du service de l'Américain est sa gestuelle unique. Selon les spécialistes, celle-ci serait une des raisons de l'efficacité de son service. En effet, son épaule et son bras sont nettement plus inclinés que la moyenne, ce qui lui donnerait plus de force. La poussée de ses jambes est elle aussi fantastique, souvent comparée à une fusée par les médias américains. Certains joueurs semblent d'ailleurs s'en inspirer comme Gaël Monfils. Tous ces éléments font qu'Andy Roddick est souvent considéré comme la référence des années 2000 au service.
- Coup droit : également l'un des points forts du Texan. Son coup droit est une arme très efficace, par lequel il arrive à transmettre toute sa puissance musculaire à la balle, tout en commettant peu de fautes. Ses décalages en coup droit sont d'ailleurs très réputés et redoutés. Ce coup droit surpuissant lui accorde souvent l'avantage décisif dans l'échange, mais lui permet également de monter facilement au filet. Sa combinaison service-coup droit est d'ailleurs jugés comme l'une des combinaisons les plus efficaces du circuit. Il arrive en outre à franchir la barre des 170 km/h en coup droit, ce que très peu de joueurs arrivent à faire. Depuis 2005, il lifte son coup droit la plupart du temps, et ne frappe à plat que très rarement, lorsqu'il estime que c'est nécessaire. Parmi les matchs post-2005 où « A-Rod » s'est fait remarquer par ses frappes à plat : contre Nadal à Dubai 2008 ; à la fin du jeu décisif du 3e set contre Federer, Wimbledon 2009 ; son 3e et 4e set contre Čilić, Open d'Australie 2010 ; contre Nadal à Miami 2010 (le jeu à 3/4 dans le 2e set où il breake est un modèle dans le genre) ; contre Ferrer, en Coupe Davis 2011 ; contre Ferrer, US Open 2011 ; contre Hewitt, Open d'Australie 2012 ; contre Federer, Miami 2012 ; contre Ferrer, Wimbledon 2012. Il est important de noter qu'il a gagné la plupart de ces matchs, ce qui prouve que cette tactique est payante. Ceci coïncide avec sa baisse de régime considérable, et par la suite plusieurs magazines spécialisés dans le tennis l'ont critiqué pour son jeu pauvre. Tennis Magazine a notamment constaté que si Roddick voulait être un « contreur » à la manière d'un Rafael Nadal, il n'a pas le jeu de jambes des grands « contreurs ». Dès que son service est retourné, il rencontre beaucoup de difficultés. Notamment, s'il fait moins de fautes directes, il a très peu de coups gagnants, ce qui lui est préjudiciable contre les meilleurs joueurs.
- Revers : paramètre difficile à juger car très irrégulier au fil des années. En 2003-2004, le revers de Roddick, sans être un point fort, était réputé pour être puissant et solide bien que sans qualité particulière, ce qui n'en faisait pas une faiblesse. Après, il s'est nettement dégradé, devenant une faiblesse. Depuis 2009, son revers est néanmoins devenu plus varié et précis, en grande partie grâce à la tutelle de son entraîneur Larry Stefanki. Il est intéressant de constater que son revers, autrefois frappé très fort à plat, est maintenant quasiment systématiquement slicé.
- Retour de service : le principal point faible de l'Américain. Son retour de service est jugé comme très faible par rapport aux autres joueurs. Il a en effet du mal à prendre l'ascendant sur les deuxièmes balles adverses, et a beaucoup de difficultés à renvoyer les premières balles des grands serveurs.
- Volée : un autre point des points forts du joueur. Ses volées sont une caractéristique importante de son jeu de pur attaquant. Roddick monte très souvent au filet et conclut le point souvent très rapidement par une volée claquée ou posée. Néanmoins, ses capacités au filet ont baissé au fil des années et, malgré le fait que Larry Stefanki l'ait beaucoup fait travailler sur cet aspect, l’Américain n'a jamais retrouvé le niveau de ses meilleures années.
- Déplacements : une caractéristique essentielle du jeu de Roddick. Sa grande vitesse de déplacements, alliée à son immense puissance en fond une combinaison particulièrement dévastatrice sur surface rapide. Sa couverture de terrain, sans égaler celles des meilleurs défenseurs, est jugée comme excellente, surtout sur gazon et dur. En revanche, il ne maîtrise pas très bien les glissades sur terre battue.
- Mental : Andy Roddick est un joueur motivé et travailleur qui prend sa carrière très au sérieux. Ainsi, il se bat souvent du début à la fin et se remet facilement de ses défaites. Néanmoins, son mental n'est pas parfait. Il semble avoir fait un complexe contre son grand rival, le Suisse Roger Federer, malgré des matchs parfois de très haut niveau comme la finale de Wimbledon en 2009 ou en quarts de finale de Miami en 2008. Mais l'Américain a eu tendance a rater souvent ses matchs contre le Suisse, comme lors de la Masters Cup en 2006 où il perd en ratant deux balles de matchs, ou à Bâle en 2010 où il a semblé être résigné. Il a également du mal à conserver ses jeux décisifs acquis en début de set. En revanche, ses statistiques dans ce domaine sont exceptionnelles, sauf une nouvelle fois contre Federer.
- Puissance : la deuxième arme majeure de Roddick. ll arrive en effet à frapper les balles avec beaucoup de force, au service comme en coup droit, en passant par le revers. Malheureusement, son vieillissement, allié à des blessures font qu'il frappe de moins en moins fort au fil des années.
- Passing : l'un des coups les plus impressionnant du Texan. Roddick arrive régulièrement à frapper des passing-shot millimétrés à pleine puissance, en touchant n'importe quel angle et à n'importe quel endroit du terrain. Cette caractéristique n'est sans doute pas pour rien dans son bilan positif contre Pete Sampras.

## Palmarès

### En simple messieurs
| 32 titres en simple | 1 G. Chelem | 1 G. Chelem | 1 G. Chelem | 1 G. Chelem | 0 Masters  | 0 Masters  | 0 Masters   | 0 Masters   | 5 Masters 1000 | 5 Masters 1000 | 5 Masters 1000 | 5 Masters 1000 | 5 ATP 500          | 5 ATP 500          | 5 ATP 500          | 5 ATP 500          | 21 ATP 250         | 21 ATP 250         | 21 ATP 250     | 21 ATP 250     | 0 JO           | 0 JO           | 0 JO           | 0 JO           |
| 32 titres en simple | 21 sur dur  | 21 sur dur  | 21 sur dur  | 21 sur dur  | 21 sur dur | 21 sur dur | 5 sur gazon | 5 sur gazon | 5 sur gazon    | 5 sur gazon    | 5 sur gazon    | 5 sur gazon    | 5 sur terre battue | 5 sur terre battue | 5 sur terre battue | 5 sur terre battue | 5 sur terre battue | 5 sur terre battue | 1 sur moquette | 1 sur moquette | 1 sur moquette | 1 sur moquette | 1 sur moquette | 1 sur moquette |

## Parcours dans les tournois du Grand Chelem

### En simple

#### Victoire (1)
| Année | Tournoi | Adversaire en finale | Score          |
| 2003  | US Open | Juan Carlos Ferrero  | 6-3, 7-62, 6-3 |

#### Défaites (4)
| Année | Tournoi       | Adversaire en finale | Score                       |
| 2004  | Wimbledon (1) | Roger Federer        | 6-4, 5-7, 6-73, 4-6         |
| 2005  | Wimbledon (2) | Roger Federer        | 2-6, 6-72, 4-6              |
| 2006  | US Open       | Roger Federer        | 2-6, 6-4, 5-7, 1-6          |
| 2009  | Wimbledon (3) | Roger Federer        | 7-5, 6-76, 6-75, 6-3, 14-16 |

#### Historique
| Année | Open d'Australie | Open d'Australie | Internationaux de France | Internationaux de France | Wimbledon      | Wimbledon     | US Open         | US Open         |
| ----- | ---------------- | ---------------- | ------------------------ | ------------------------ | -------------- | ------------- | --------------- | --------------- |
| 2000  | —                | —                | —                        | —                        | —              | —             | 1er tour (1/64) | A. Costa        |
| 2001  | —                | —                | 3e tour (1/16)           | L. Hewitt                | 3e tour (1/16) | G. Ivanišević | 1/4 de finale   | L. Hewitt       |
| 2002  | 2e tour (1/32)   | I. Ljubičić      | 1er tour (1/64)          | W. Arthurs               | 3e tour (1/16) | G. Rusedski   | 1/4 de finale   | P. Sampras      |
| 2003  | 1/2 finale       | R. Schüttler     | 1er tour (1/64)          | S. Sargsian              | 1/2 finale     | R. Federer    | Victoire        | J. C. Ferrero   |
| 2004  | 1/4 de finale    | M. Safin         | 2e tour (1/32)           | O. Mutis                 | Finale         | R. Federer    | 1/4 de finale   | J. Johansson    |
| 2005  | 1/2 finale       | L. Hewitt        | 2e tour (1/32)           | J. Acasuso               | Finale         | R. Federer    | 1er tour (1/64) | G. Müller       |
| 2006  | 1/8 de finale    | M. Baghdatís     | 1er tour (1/64)          | A. Martín                | 3e tour (1/16) | A. Murray     | Finale          | R. Federer      |
| 2007  | 1/2 finale       | R. Federer       | 1er tour (1/64)          | I. Andreev               | 1/4 de finale  | R. Gasquet    | 1/4 de finale   | R. Federer      |
| 2008  | 3e tour (1/16)   | P. Kohlschreiber | —                        | —                        | 2e tour (1/32) | J. Tipsarević | 1/4 de finale   | N. Djokovic     |
| 2009  | 1/2 finale       | R. Federer       | 1/8 de finale            | G. Monfils               | Finale         | R. Federer    | 3e tour (1/16)  | J. Isner        |
| 2010  | 1/4 de finale    | M. Čilić         | 3e tour (1/16)           | T. Gabachvili            | 1/8 de finale  | Lu Y-h.       | 2e tour (1/32)  | J. Tipsarević   |
| 2011  | 1/8 de finale    | S. Wawrinka      | —                        | —                        | 3e tour (1/16) | F. López      | 1/4 de finale   | R. Nadal        |
| 2012  | 2e tour (1/32)   | L. Hewitt        | 1er tour (1/64)          | N. Mahut                 | 3e tour (1/16) | D. Ferrer     | 1/8 de finale   | J. M. del Potro |

N.B. : à droite du résultat se trouve le nom de l'ultime adversaire.

### En double
| Année | Open d'Australie | Open d'Australie | Internationaux de France                                                         | Internationaux de France                                                           | Wimbledon | Wimbledon | US Open                                                                                      | US Open |
| ----- | ---------------- | ---------------- | -------------------------------------------------------------------------------- | ---------------------------------------------------------------------------------- | --------- | --------- | -------------------------------------------------------------------------------------------- | ------- |
| 1999  | —                | —                | —                                                                                | —                                                                                  | —         | —         | 2e tour (1/16) L. Harper-Griffith \|\| style="text-align:left;" \| M.-K. Goellner F. Montana |         |
| 2000  | —                | —                | —                                                                                | —                                                                                  | —         | —         | 2e tour (1/16) T. Dent \|\| style="text-align:left;" \| J. Knippschild J. Tarango            |         |
| 2001  | —                | —                | 1er tour (1/32) J.-M. Gambill \|\| style="text-align:left;" \| P. Pála P. Vízner | 1er tour (1/32) J.-M. Gambill \|\| style="text-align:left;" \| D. Nestor S. Stolle | —         | —         |                                                                                              |         |

N.B. : le nom du ou de la partenaire se trouve sous le résultat ; le nom des ultimes adversaires se trouve à droite.

## Aux Masters de tennis
| Année | Lieu     | Résultat                               | Tour                                   | Adversaires                                                    | Scores                                                 |
| ----- | -------- | -------------------------------------- | -------------------------------------- | -------------------------------------------------------------- | ------------------------------------------------------ |
| 2003  | Houston  | Demi-finale                            | Demi-finale RR RR                      | Roger Federer Guillermo Coria Rainer Schüttler Carlos Moyà     | 62-7, 2-6 6-3, 64-7, 6-3 6-4, 64-7, 63-7 6-2, 3-6, 6-3 |
| 2004  | Houston  | Demi-finale                            | Demi-finale RR RR                      | Lleyton Hewitt Guillermo Coria Marat Safin Tim Henman          | 3-6, 2-6 7-64, 6-3 7-67, 7-64 7-5,7-66                 |
| 2005  | Shanghai | Forfait, remplacé par David Nalbandian | Forfait, remplacé par David Nalbandian | Forfait, remplacé par David Nalbandian                         | Forfait, remplacé par David Nalbandian                 |
| 2006  | Shanghai | Round Robin                            | RR RR RR                               | David Nalbandian Roger Federer Ivan Ljubičić                   | 2-6, 64-7 6-4, 68-7, 4-6 6-4, 69-7, 6-1                |
| 2007  | Shanghai | Demi-finale                            | Demi-finale RR RR                      | David Ferrer Roger Federer Fernando González Nikolay Davydenko | 1-6, 3-6 4-6, 2-6 6-1, 6-4 6-3, 4-6, 6-2               |
| 2008  | Shanghai | Round Robin                            | RR RR RR                               | Andy Murray Roger Federer Gilles Simon                         | 4-6, 6-1, 1-6 Remp. par Štěpánek Remp. par Štěpánek    |
| 2009  | Londres  | Forfait, remplacé par Robin Söderling  | Forfait, remplacé par Robin Söderling  | Forfait, remplacé par Robin Söderling                          | Forfait, remplacé par Robin Söderling                  |
| 2010  | Londres  | Round Robin                            | RR RR RR                               | Novak Djokovic Tomáš Berdych Rafael Nadal                      | 2-6, 3-6 5-7, 3-6 6-3, 65-7, 4-6                       |

## Parcours dans les Masters 1000
| Année | Indian Wells               | Miami                    | Monte-Carlo           | Rome                      | Hambourg puis Madrid     | Canada                     | Cincinnati                | Stuttgart puis Madrid puis Shanghai | Paris                       |
| ----- | -------------------------- | ------------------------ | --------------------- | ------------------------- | ------------------------ | -------------------------- | ------------------------- | ----------------------------------- | --------------------------- |
| 2000  | —                          | 2e tour A. Agassi        | —                     | —                         | —                        | —                          | 1er tour G. Pozzi         | —                                   | —                           |
| 2001  | —                          | 1/4 de finale L. Hewitt  | —                     | —                         | —                        | 1/4 de finale A. Pavel     | 1er tour G. Kuerten       | 1/8 de finale T. Enqvist            | 2e tour S. Schalken         |
| 2002  | —                          | 2e tour J. I. Chela      | 1/8 de finale T. Haas | 1/2 finale T. Haas        | 1/8 de finale J. Boutter | Finale G. Cañas            | 1/4 de finale F. González | 2e tour M. Youzhny                  | 1/4 de finale P. Srichaphan |
| 2003  | 1/4 de finale R. Schüttler | 3e tour T. Martin        | 1er tour A. Portas    | 2e tour M. Verkerk        | 2e tour A. Calleri       | Victoire D. Nalbandian     | Victoire M. Fish          | 1/8 de finale N. Massú              | 1/2 finale T. Henman        |
| 2004  | 1/4 de finale T. Henman    | Victoire G. Coria        | —                     | 1er tour G. Cañas         | —                        | Finale R. Federer          | 1/2 finale A. Agassi      | —                                   | 1/8 de finale M. Mirnyi     |
| 2005  | 1/2 finale L. Hewitt       | 2e tour F. Verdasco      | —                     | 1/8 de finale F. Verdasco | 1er tour N. Massú        | 1er tour P.-H. Mathieu     | Finale R. Federer         | 2e tour I. Karlović                 | 1/2 finale I. Ljubičić      |
| 2006  | 1/8 de finale I. Andreev   | 1/4 de finale D. Ferrer  | —                     | 1/4 de finale G. Monfils  | —                        | —                          | Victoire J. C. Ferrero    | 1/8 de finale T. Berdych            | —                           |
| 2007  | 1/2 finale R. Nadal        | 1/4 de finale A. Murray  | —                     | 1/8 de finale J. I. Chela | —                        | 1/4 de finale N. Djokovic  | 1/8 de finale D. Ferrer   | —                                   | —                           |
| 2008  | 2e tour T. Haas            | 1/2 finale N. Davydenko  | —                     | 1/2 finale S. Wawrinka    | —                        | 1/8 de finale M. Čilić     | —                         | 1/8 de finale G. Monfils            | 1/4 de finale J.-W. Tsonga  |
| 2009  | 1/2 finale R. Nadal        | 1/4 de finale R. Federer | —                     | —                         | 1/4 de finale R. Federer | 1/2 finale J. M. del Potro | 2e tour S. Querrey        | 2e tour S. Wawrinka                 | —                           |
| 2010  | Finale I. Ljubičić         | Victoire T. Berdych      | —                     | —                         | —                        | —                          | 1/2 finale M. Fish        | 2e tour G. García-López             | 1/4 de finale R. Söderling  |
| 2011  | 1/8 de finale R. Gasquet   | 2e tour P. Cuevas        | —                     | 1er tour G. Simon         | 1er tour F. Cipolla      | —                          | 1er tour P. Kohlschreiber | 1/4 de finale D. Ferrer             | 1/8 de finale A. Murray     |
| 2012  | 3e tour T. Berdych         | 1/8 de finale J. Mónaco  | —                     | —                         | —                        | —                          | 1er tour J. Chardy        | —                                   | —                           |

N.B. : sous le résultat se trouve le nom de l’ultime adversaire.

## Records
Andy Roddick fait partie des sept joueurs ayant dépassé les 1 000 aces en une saison avec Pete Sampras, Ivo Karlović, John Isner, Milos Raonic, Kevin Anderson et Goran Ivanišević. Roddick met peu de temps pour servir, en totale opposition à Karlović par exemple. Il sert de façon peu académique, mais la force qu'il parvient à mettre dans la balle fait toute la différence et rend les retours des adversaires extrêmement difficiles. De plus, les services de Roddick ne sont pas seulement puissants, ils apparaissent aussi être précis et variés.
Il est le joueur ayant inscrit le plus grand nombre d'aces en 2003, 2004, 2005, 2006 et 2008, et a été deuxième de cette catégorie en 2007 et 2009 derrière Ivo Karlović et 2010 derrière John Isner.

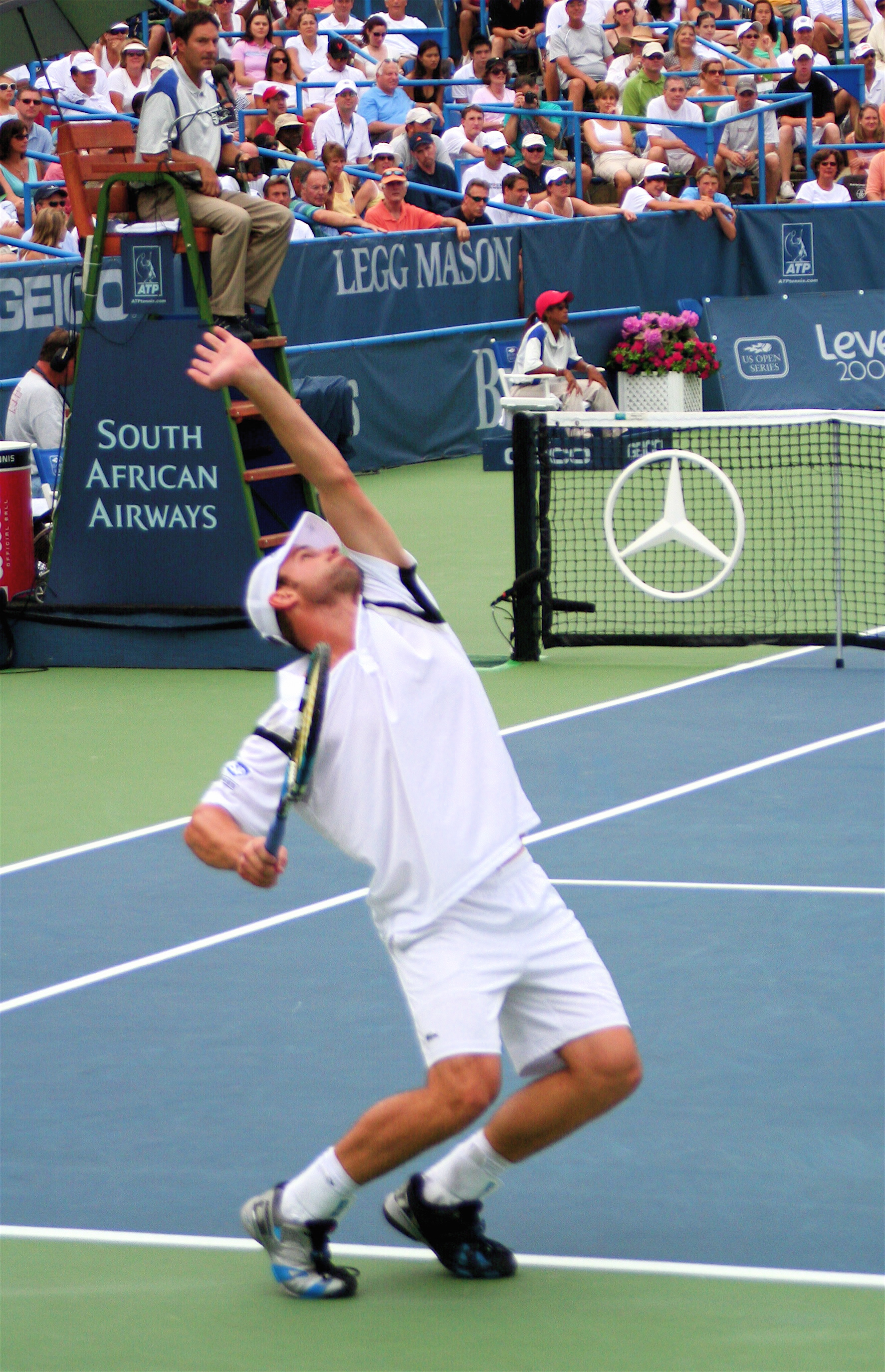
Andy Roddick au Classic de Washington en 2007.

- Jeux décisifs remportés consécutivement : 18 en 2007. 
 - Tournoi de Memphis : Benjamin Becker 7-64, 6-4 ; Lu Yen-hsun 6-4, 7-67 ; Andy Murray 6-3, 7-64
- Masters d'Indian Wells : Feliciano López 7-65, 6-4 ; Olivier Rochus 6-3, 7-65 ; Richard Gasquet 7-63, 6-3 ; Ivan Ljubičić 7-67, 7-68 
- Coupe Davis : Fernando Verdasco 7-65, 6-1, 6-4
- Masters de Rome : Gastón Gaudio 6-1, 7-68 
- Tournoi du Queen's : Alex Bogdanovic 4-6, 7-65, 6-4 ; Marin Čilić 6-4, 7-65 et en finale Nicolas Mahut 4-6, 7-67, 7-62 (1 balle de match sauvée dans le tie-break du deuxième set)
 - Wimbledon : Justin Gimelstob 6-1, 7-5, 7-63 ; Danai Udomchoke 6-3, 6-4, 7-63 ; Fernando Verdasco 6-3, 6-4, 7-62 ; Paul-Henri Mathieu 6-2, 7-5, 7-66 ; la série est brisée par Richard Gasquet en 1/4 de finale 6-4, 6-4, 62-7, 63-7, 6-8.
- Record de finales de Grand Chelem perdues consécutivement contre le même joueur (Wimbledon 2004 et 2005, US Open 2006 et Wimbledon 2009 contre Roger Federer).

## Récompenses
Andy Roddick a reçu de nombreux prix au cours de sa carrière, par des instances officielles (ATP) comme officieuses (médias, fondations), en vertu à la fois de ses résultats sportifs et de sa personnalité (fair-play, disponibilité envers les médias).

### Pour ses résultats sportifs
- Prix Joueur de l'année en 2003 par l'ATP lors des ATP Awards ;
- Distinction ITF World Champion en 2003[c] ;
- ESPY : meilleur joueur de tennis masculin en 2004.

### Pour sa personnalité
- Prix Arthur Ashe (humanitaire de l'année) en 2004 par l'ATP lors des ATP Awards
- Prix Arthur Ashe (Leadership) en 2007 par l'Institut Arthur Ashe pour la santé urbaine
- Prix Étoiles Heineken en 2009